# パワン・クマール・チャムリン
パワン・クマール・チャムリン（ネパール語： पवन कुमार चाम्लिङ、英語：Pawan Kumar Chamling、1950年9月22日 - ）は、インドシッキム州の政治家。シッキム民主戦線（SDF）の総裁で、シッキム州首相（5期）。

## 事績

### 最初期の活動
シッキム南部のヤンガン（Yanggang）に生まれる。1973年から政界に入り、1985年にナル・バハドゥール・バンダーリー率いるシッキム闘争会議（SSP）からシッキム州議会選挙に出馬し初当選した（闘争会議はこの選挙で勝利し、バンダーリーが州首相となる）。1989年から1992年まで、州首相バンダーリーの下でチャムリンは産業・情報・公共関係大臣を務める。

### 政権獲得
しかしチャムリンはバンダーリーの独裁的な性格や特権層との癒着に反発して党を割り、1993年3月4日にシッキム民主戦線（SDF）を創設、自ら総裁となった。反バンダーリー勢力の取込みに成功したチャムリンは、SDF成立直後の1994年に早くもバンダーリー率いるSSPを破って州政権を獲得した。これによりチャムリンが州首相に就任している。勝因としては、約15年に及ぶバンダーリー政権が村落開発を進めなかったことへの不満が住民の間で募っていたのに対し、SDFが草の根を志向し村落開発重視の姿勢を見せたことが指摘されている。
これ以後の州政治は、チャムリンとバンダーリー（2004年に国民会議派（INC）に移籍）との一騎討ちの様相を呈していくことになる。中央との関係を重視するバンダーリーに対し、チャムリンは州内政を重視する姿勢を有していたとされる。結局、年を追うごとにチャムリンは州内での地歩を固め、バンダーリーを寄せ付けない強さを見せるようになった。1999年、2004年、2009年のいずれの州議会選挙でもSDFは勝利し、特に2009年州議会選挙では、州議会32議席全てを独占する圧勝であった。シッキム州に割り当てられているローク・サバー（連邦下院）の1議席についても、1996年から現在に至るまでSDFが維持している。

### 長期政権
しかし、2009年末頃から、州政府閣僚を1994年以来務めてきたSDF重鎮であるプレム・シン・タマン（Tamang, Prem Singh. 通称の「ゴレイ」（“Golay”）で知られる）が、長期政権を維持するチャムリンへの批判・反対を開始した。2013年2月4日、タマンの影響力の下で、反SDFを掲げる新党シッキム革命戦線（SKM）が結成され、同年中にタマンはSDFを離党してSKM党首に就任した。これにより、チャムリンの最大の政敵は、バンダーリーからゴレイへと変わったことになる。
2014年4月12日のシッキム州議会選挙と連邦下院選挙では、SDFとSKMが事実上の一騎討ちを繰り広げた。SDFは両選挙で勝利を収めたが、州議会については、SKMに10議席を奪われて22議席に後退した。
まもなくチャムリンは5期目の州首相に就任したが、この5期連続という記録は、西ベンガル州のジョティ・バス（インド共産党マルクス主義派）に並ぶものである。また、バスの州首相在任年数は23年（1977-2000年）であるため、もしチャムリンが現・任期内の2018年まで在任していれば、この記録を破ることになる。

## 注
1. 1 2  http://sikkimdemocraticfront.org/president/profile.php シッキム民主戦線公式ホームページ]
2. ↑  峯島（2006）、115頁。
3. ↑  峯島（2006）、276頁。
4. ↑  関口（2011）、208頁。
5. ↑  関口（2011）、72頁。
6. ↑  Himalayan Mirror, February 5, 2013, p.1.（pdfファイル）
7. ↑  バンダーリーは、2014年3月22日に政治家からの引退を表明した。同年の選挙ではゴレイ支持の姿勢をとっている。Bhandari retires from active politicsThe Echo of India, March 23, 2014, p.1.
8. ↑  SDF sweeps Sikkim pollsBusiness Standard、2014年5月17日（2015年9月12日閲覧）
9. ↑  Chamling sworn in as Sikkim CM for 5th timeThe Indian Express、May 22, 2014.（2015年9月12日閲覧）